# Marie Hélène Poitras
Pour les articles homonymes, voir Poitras.
Marie Hélène Poitras, née en 1975 à Ottawa, au Canada, est une écrivaine et journaliste québécoise d'origine ontarienne.

## Biographie
Née en 1975, Marie Hélène Poitras est détentrice d'une maîtrise en études littéraires, profil création, de l'UQAM.
Elle est journaliste musique et éditrice de la Zone d'écriture de Radio-Canada. 
En 2014 paraît un court-métrage intitulé La femme centaure, réalisé par Anne Laguë et Marie-Claude Fournier. Ce court-métrage retrace l'œuvre de Marie-Hélène Poitras à travers sa passion pour les chevaux.

### Écriture
Elle publie en 2002 Soudain le Minotaure qui lui vaut le prix Anne-Hébert. Ce premier roman, salué par la critique, raconte l'histoire d'un viol du double point de vue de la victime et du violeur. Le portrait qu'elle trace de celui-ci en lisant dans ses pensées dénote un sens de la psychologie qu'elle a acquis dans sa jeunesse, en essayant de se mettre dans la tête de ses confrères de classe.
Elle a également été cochère pendant quelques années dans le Vieux-Montréal. Ce travail lui inspire un second roman, Griffintown, paru en 2012, qui décrit l'univers mystérieux et inconnu des cochers. Le livre, à mi-chemin entre le polar et la galerie de portraits, dénonce l'embourgeoisement menaçant le quartier qui donne son titre au roman. En octobre 2013, ce dernier lui permet de remporter le prix littéraire France-Québec. Les éditions Phébus acquièrent les droits pour la France et le livre paraît en version anglaise chez Cormorant. Les droits d’adaptation cinématographique sont acquis par Attraction Images.
En 2014, elle fait une tournée d'un mois en France avec le prix littéraire France-Québec qu'elle a obtenu avec Griffintown, son deuxième roman. Elle parcourt plusieurs régions de la France en s'imprégnant du côté pittoresque de celles-ci. Cette ambiance inspire son roman La désidérata, publié en 2021.
La désidérata est un conte cruel intemporel qui se déroule dans une contrée imaginaire. Le récit est parsemé de chansons et dessine des portraits de femmes aux destins tragiques. 
En parallèle à l'écriture de ses romans, elle contribue à des revues littéraires. Elle fait notamment paraître des textes dans Moebius et Lettres québécoises. Elle a également dirigé un numéro de la revue Moebius intitulé : Les Monstres. Elle œuvre aussi à titre de critique musicale dans l'hebdomadaire Voir.
Marie Hélène Poitras est membre de l'Union des écrivaines et écrivains québécois.

## Œuvres

### Romans et nouvelles
- Soudain le Minotaure, Montréal, Triptyque, 2002, 177 p. (ISBN 978-2-89031-437-5, OCLC 48643234)
- La mort de Mignonne et autres histoires, Montréal, Triptyque, 2005, 169 p. (ISBN 978-2-89031-538-9, OCLC 63298865)
- Griffintown, Québec, Alto, 2012, 209 p. (ISBN 978-2-89694-002-8, OCLC 774094840)
  - Édition française : Griffintown : roman, Paris, Phébus, 2014, 176 p. (ISBN 978-2-7529-1011-0)
- La désidérata, Québec, Alto, 2021, 182 p. (ISBN 978-2-89694-497-2)
  - Édition française : Le ventre de la forêt, éditions Cambourakis, 2024, 184 p (978-2-36624-912-5)
- Galumpf, Québec, Alto, 2023, 192 p. (9782896946228)

### Littérature d'enfance et de jeunesse
- L'épopée de Timothée, Les Éditions Fonfon, coll. « Histoires de rire », 2021, 32 p.

#### La sérieRock & Rose
- Rock & Rose : un feuilleton jeunesse en 13 épisodes, Montréal, La Courte Échelle, coll. « Epizzod », 2009

### Traductions
- (es) Minotauro Fulminante, Paraiso Perdido, 2006, traduit par Isabel Jazmin Angeles
- (en) Suddenly the Minotaur, DC Books, 2007, traduit par Patricia Claxton
- (it) All'improvviso il Minotauro, Yorick Libri, 2008, traduit par Cristiano Felice

## Prix et honneurs
- 2003 : Prix Anne-Hébert pour Soudain le Minotaure[8]
- 2004 : Prix de la bande à Mœbius pour la nouvelle Sur la tête de Johnny Cash[9]
- 2006 : Nomination au Prix des libraires du Québec pour La Mort de Mignonne et autres histoires[10]
- 2007 : Médaille de bronze aux Independant Publisher Book Awards dans la catégorie « Canada (East) Best Regional Fiction »[11] pour Suddenly the Minotaur (DC Books, traduction de Patricia Claxton, version anglaise de Soudain le Minotaure)
- 2013 : Prix littéraire France-Québec pour Griffintown[12]
- 2023 : Prix littéraire du Gouverneur général (catégorie Romans et nouvelles) pour Galumpf